# Бриндизи (округ)
Округ Бриндизи (итал. Provincia di Brindisi) је округ у оквиру покрајине Апулија у средишњој Италији. Седиште округа покрајине и највеће градско насеље је истоимени град Бриндизи.
Површина округа је 1.840 км², а број становника 402.934 (2008. године).

## Природне одлике
Округ Бриндизи чини средишњи део историјске области Апулије. Он се налази у источном делу државе, са изласком на Јадранско море на северу округа. Тло у округу је махом равничарско, веома плодно уз стално наводњавање (жита, воће). У крајње западном делу округа тло је брдовито, предапенинско и то подручје узгоја маслина и винове лозе.

## Становништво
По последњим проценама из 2008. године у округу Бриндизи живи преко 400.000 становника. Густина насељености је веома велика, близу 220 ст/км². Северна, приморска половина округа је знатно боље насељена, нарочито око града Бриндизија. Јужни део је ређе насељен и слабије развијен.
Поред претежног италијанског становништва у округу живе и известан број досељеника из свих делова света.

## Општине и насеља
У округу Бриндизи постоји 20 општина (итал. Comuni).
Најважније градско насеље и седиште округа је град Бриндизи (90.000 ст.) у северном делу округа. Други по величини је град Фазано (38.000 ст.) у западном делу округа.